# Herqueville (Eure)
Herqueville település Franciaországban, Eure megyében. Lakosainak száma 125 fő (2022. január 1.). Herqueville Andé, Connelles, Daubeuf-près-Vatteville, Muids és Porte-de-Seine községekkel határos.

## Népesség
A település népességének változása:
| Lakosok száma | 284  | 187  | 182  | 152  | 150  | 144  | 134  | 133  | 132  | 125  |
|               | 1968 | 1982 | 1990 | 2006 | 2013 | 2015 | 2017 | 2019 | 2020 | 2022 |